# Jan van Die
Jan van Die (Rotterdam, 3 februari 1956) is zowel stripscenarist, journalist als uitgever. Een deel van het werk van Jan van Die verschijnt onder de naam Wiroja, een acroniem dat verwijst naar het samenwerkingsverband met Wilbert Plijnaar en Robert van der Kroft. Het drietal wordt in 1988 bekroond met de P. Hans Frankfurther-prijs vanwege de impuls die het aan de strip Sjors & Sjimmie heeft gegeven. Uitgeverij Oberon besluit daarop het stripblad Eppo om te dopen tot Sjors & Sjimmie Stripblad. In 1995 krijgen de Wiroja's de Stripschapprijs, de hoogste Nederlandse onderscheiding op stripgebied. 

## Strips
- Sjors en Sjimmie - samen met Wilbert Plijnaar; tekeningen Robert van der Kroft (1976-1999, 2019-...)
- Dokter Dolman - tekeningen Peter Hulpusch (Hupet) (1982)
- Kanaal 13 - samen met Gerard Leever (Gleever); tekeningen Gerard Leever (1985-1986)
- Omni - samen met Wilbert Plijnaar; tekeningen Jan Bosschaert (1985-1986)
- Claire - samen met Wilbert Plijnaar en Evert Geradts; tekeningen Robert van der Kroft (1988-2020)
- Gemengd Dubbel - tekeningen Gerard Leever (Gleever) (1997-2005)
- Blueberry - samen met Albo Helm; tekeningen Albo Helm (1999-2001)
- Mac & Maggie - samen met Mars Gremmen (Mars); tekeningen Mars Gremmen (2002-2013)

## Journalistiek werk
- Bijdragen aan Personal Computer Magazine (PCM) en Commodore Dossier (1984-1988)
- Praktijkboek voor de Commodore 64 - samen met Luc Volders; uitgave Kluwer (1985)

## Uitgaven
Jan van Die richt in 1986 Uitgeverij Divo op. Onder die vlag verschijnen niet alleen de strips Kanaal 13, Claire, Gemengd Dubbel en Mac & Maggie, maar ook vier computertijdschriften, twee boeken en diverse iPad-apps:
- START (tijdschrift) - tijdschrift voor gebruikers van Atari ST computers (1986-1993)
- Amiga Magazine - tijdschrift voor gebruikers van Commodore Amiga computers (1989-1997)
- MacFan - tijdschrift voor gebruikers van Apple Macintosh computers (1995-2012)
- iPodFan - tijdschrift voor gebruikers van Apple iPod muziekspelers (2005-2006)
- MacMagic - Tips & trucs - auteurs Jan van Die & Bert Rozenberg (2008 papier; 2010 iPad)
- MacMagic - Méér tips & trucs - auteurs Jan van Die & Bert Rozenberg (2012)

- Bibliothèque nationale de France: cb12125879q (data)
- International Standard Name Identifier: 0000 0003 8161 5228
- Nederlandse Thesaurus van Auteursnamen: 072609001
- Virtual International Authority File: 305867982